# Fyr fra vores by
Fyr fra vores by (russisk: Парень из нашего города) er en sovjetisk film fra 1942 af Boris Ivanov, Aleksandr Stolper og Aleksandr Ptusjko.

## Medvirkende
- Nikolaj Krjutjkov som Sergej Lukonin
- Nikolaj Bogoljubov som Dr. Arkadij Burmin
- Lidija Smirnova som Varja Lukonina-Burmina
- Vladimir Kandelaki som Vano Guliashvili
- Nikolaj Mordvinov som Aleksej Petrovitj Vasnetsov